# برول (راینلند)
شهر برول در ایالت نوردراین-وستفالن در کشور آلمان واقع شده است.